# Bureau international de l'heure
Pour les articles homonymes, voir BIH.
Le Bureau international de l'heure (BIH) est une ancienne institution internationale chargée de la mesure du temps universel coordonné. Elle a été fondée en 1912 lors de la Conférence internationale de l'heure radiotélégraphique qui s'est tenue à Paris du 15 octobre 1912 au 23 octobre 1912, où seize États étaient représentés. L’heure universelle choisie fut l’heure moyenne de Greenwich. Le siège a été fixé au sein de l'Observatoire de Paris. 
Durant les années 1980, le Bureau international de l'heure a été scindé en deux unités :
- en 1985, la première fut intégrée au Bureau international des poids et mesures (BIPM), travaillant à l'élaboration de l'échelle du temps atomique international ;
- en 1988, la seconde fut intégrée en tant que bureau central du Service international de la rotation terrestre et des systèmes de référence (IERS), tout en maintenant son activité de détermination de la rotation terrestre.

Les deux unités réintégrées sont restées dans les anciens locaux du BIH.

## Histoire
En 1911 le capitaine Gustave Ferrié, pionnier de la radiodiffusion en France, s'intéresse aux problèmes internationaux posés par la normalisation des temps et cycles. À cette époque, il fait aussi transmettre l’heure depuis la tour Eiffel afin de permettre aux navires de déterminer leur position en mer. Cette innovation révolutionne et facilite la mesure des longitudes. Il est appelé en 1911 à siéger au Bureau des Longitudes. Il propose alors la création d'un organisme international chargé de centraliser les différentes estimations de l'heure faites par les observatoires. Il est l'instigateur de la création du Bureau international de l'heure. 